# Avermes
Avermes est une commune française, située dans le département de l'Allier en région Auvergne-Rhône-Alpes, en rive droite de la rivière Allier.

## Géographie

### Localisation
Avermes est située au nord-est du département de l'Allier, en Sologne bourbonnaise.

#### Communes limitrophes
La commune est limitée au sud par Moulins, au sud-ouest par Neuvy, à l'ouest par Montilly, au nord par Trévol, au nord-est par Gennetines, à l'est par Yzeure.
| Montilly | Trévol  | Gennetines |
|          | Avermes |            |
| Neuvy    | Moulins | Yzeure     |

### Hydrographie
Elle est traversée par l'Allier (une des dernières rivières sauvages d'Europe), dont les berges sont notamment accessibles au lieu-dit Chavennes.

### Voies de communication et transports

#### Voies routières
Avermes est desservie par la route nationale 7, route ayant le statut de voie express, contournant l'agglomération moulinoise par l'est. Deux échangeurs la desservent : le no 43, donnant accès au centre-ville sur la route départementale 707 (l'ancien tracé de la nationale 7), et le no 45, à cheval avec la commune voisine d'Yzeure, débouchant sur la RD 979a, ancienne route nationale 479, axe reliant Moulins à Saint-Ennemond et à Decize. La sortie 44, accessible uniquement depuis la voie express en provenance du nord, dessert la zone commerciale des Portes de l'Allier.
Le territoire communal est également desservi par les routes départementales 29 (reliant la RD 979a au hameau des Petites Roches, à la frontière avec Yzeure, au sud, à Dornes au nord, dans le département voisin de la Nièvre), 29d (passant à l'est de la commune) et 288 (traversant le centre-ville).

#### Transports ferroviaires
La ligne de Moret - Veneux-les-Sablons à Lyon-Perrache passe par la commune d'Avermes. La gare la plus proche, celle de Moulins-sur-Allier, assure les dessertes régionales (TER Auvergne-Rhône-Alpes en direction de Clermont-Ferrand ou Bourgogne-Franche-Comté à destination de Nevers et Montchanin/Dijon ou Lyon-Part-Dieu et Lyon-Perrache) et nationales (Intercités vers Paris-Bercy-Bourgogne-Pays d'Auvergne et Clermont-Ferrand).

#### Transports en commun
Avermes est desservie par les lignes A, B, C et E du réseau de transports en commun Aléo.

### Climat
Pour des articles plus généraux, voir Climat d'Auvergne-Rhône-Alpes et Climat de l'Allier.
En 2010, le climat de la commune est de type climat océanique dégradé des plaines du Centre et du Nord, selon une étude du CNRS s'appuyant sur une série de données couvrant la période 1971-2000. En 2020, Météo-France publie une typologie des climats de la France métropolitaine dans laquelle la commune est exposée à un climat océanique altéré et est dans la région climatique Centre et contreforts nord du Massif Central, caractérisée par un air sec en été et un bon ensoleillement.
Pour la période 1971-2000, la température annuelle moyenne est de 11,2 °C, avec une amplitude thermique annuelle de 16,2 °C. Le cumul annuel moyen de précipitations est de 773 mm, avec 11,3 jours de précipitations en janvier et 7,2 jours en juillet. Pour la période 1991-2020, la température moyenne annuelle observée sur la station météorologique de Météo-France la plus proche, sur la commune d'Yzeure à 4 km à vol d'oiseau, est de 11,9 °C et le cumul annuel moyen de précipitations est de 795,7 mm,. Pour l'avenir, les paramètres climatiques de la commune estimés pour 2050 selon différents scénarios d'émission de gaz à effet de serre sont consultables sur un site dédié publié par Météo-France en novembre 2022.
| Mois                                  | jan.           | fév.            | mars         | avril         | mai             | juin           | jui.          | août         | sep.            | oct.            | nov.          | déc.           | année     |
| ------------------------------------- | -------------- | --------------- | ------------ | ------------- | --------------- | -------------- | ------------- | ------------ | --------------- | --------------- | ------------- | -------------- | --------- |
| Température minimale moyenne (°C)     | 0,8            | 0,6             | 2,7          | 4,9           | 8,9             | 12,4           | 14,2          | 13,9         | 10,2            | 7,8             | 3,8           | 1,3            | 6,8       |
| Température moyenne (°C)              | 3,9            | 4,6             | 8            | 10,9          | 14,7            | 18,5           | 20,6          | 20,5         | 16,3            | 12,4            | 7,4           | 4,5            | 11,9      |
| Température maximale moyenne (°C)     | 7,1            | 8,6             | 13,2         | 16,8          | 20,6            | 24,6           | 27            | 27,1         | 22,4            | 17              | 11            | 7,6            | 16,9      |
| Record de froid (°C) date du record   | −21 09.01.1985 | −19 05.02.1963  | −12 01.03.05 | −5,3 01.04.20 | −1,2 01.05.1960 | 2,2 02.06.1975 | 5 06.07.1964  | 3 26.08.1966 | −0,9 27.09.1972 | −6,8 30.10.1997 | −9 21.11.1998 | −15,2 26.12.10 | −21 1985  |
| Record de chaleur (°C) date du record | 18,2 01.01.23  | 25,8 28.02.1960 | 26 31.03.21  | 29,6 20.04.18 | 33,2 27.05.05   | 40,9 27.06.19  | 43,2 25.07.19 | 42 09.08.03  | 36,1 10.09.23   | 31,9 02.10.23   | 23,6 08.11.15 | 19 14.12.1989  | 43,2 2019 |
| Précipitations (mm)                   | 60,1           | 49,5            | 51,9         | 64,9          | 81,1            | 70,8           | 67,6          | 63,5         | 67,6            | 70,6            | 83            | 65,1           | 795,7     |

## Urbanisme

### Typologie
Au 1er janvier 2024, Avermes est catégorisée ceinture urbaine, selon la nouvelle grille communale de densité à 7 niveaux définie par l'Insee en 2022.
Elle appartient à l'unité urbaine de Moulins, une agglomération intra-départementale dont elle est une commune de la banlieue,. Par ailleurs la commune fait partie de l'aire d'attraction de Moulins, dont elle est une commune de la couronne,. Cette aire, qui regroupe 64 communes, est catégorisée dans les aires de 50 000 à moins de 200 000 habitants,.

### Occupation des sols

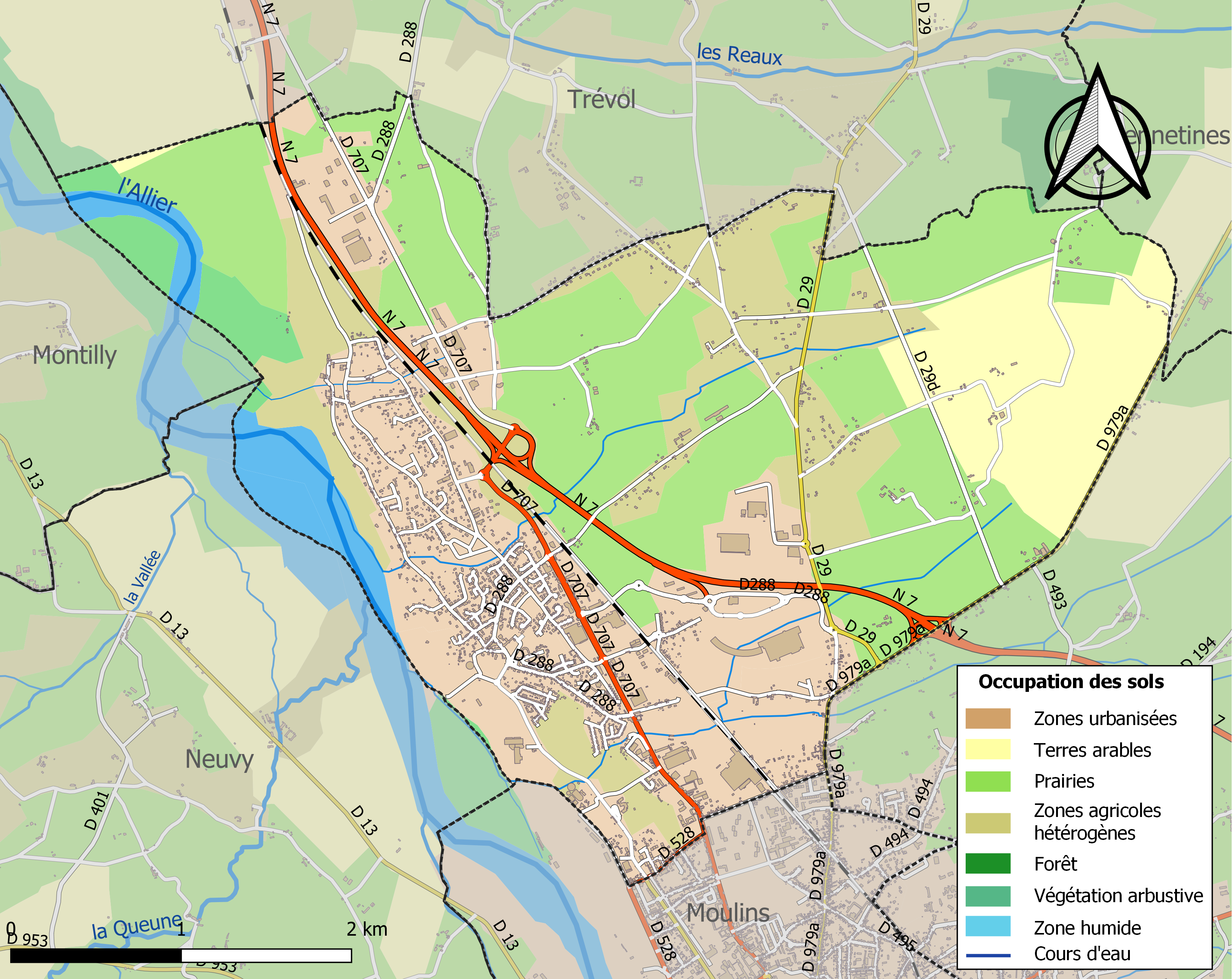
Carte des infrastructures et de l'occupation des sols de la commune en 2018 (CLC).

L'occupation des sols de la commune, telle qu'elle ressort de la base de données européenne d’occupation biophysique des sols Corine Land Cover (CLC), est marquée par l'importance des territoires agricoles (61,6 % en 2018), en diminution par rapport à 1990 (73 %). La répartition détaillée en 2018 est la suivante : 
prairies (34 %), zones agricoles hétérogènes (17,2 %), zones urbanisées (14,8 %), zones industrielles ou commerciales et réseaux de communication (14,7 %), terres arables (10,4 %), eaux continentales (4,2 %), milieux à végétation arbustive et/ou herbacée (2,5 %), espaces verts artificialisés, non agricoles (2,2 %).
L'IGN met par ailleurs à disposition un outil en ligne permettant de comparer l'évolution dans le temps de l'occupation des sols de la commune (ou de territoires à des échelles différentes). Plusieurs époques sont accessibles sous forme de cartes ou photos aériennes : la carte de Cassini (XVIIIe siècle), la carte d'état-major (1820-1866) et la période actuelle (1950 à aujourd'hui).

### Projets d'aménagement
La commune aménage la résidence des Portes d'Avermes.

## Histoire
Durant l'Antiquité (âge du Fer), le site d'Avermes, tout comme la ville voisine de Moulins, faisait partie du territoire du peuple gaulois des Éduens. Une petite agglomération existait durant la période antique.
Des sondages et des fouilles menés à partir de 2010 par le service d'archéologie préventive du département de l'Allier à l'emplacement de la ZAC Cap nord (lieu-dit Pont du Diable - Les Petites Roches) ont révélé une occupation gallo-romaine (nécropole, habitat).
Avermes aurait été mentionnée pour la première fois au VIIIe siècle.

## Politique et administration

### Tendances politiques et résultats
Les électeurs de la commune ont voté à 60,08 % pour François Hollande, élu président de la République, à l'élection présidentielle de 2012. 85,58 % d'entre eux (soit 2 546 votants sur 2 975 inscrits) ont voté.
Aux élections municipales de 2014, le maire sortant s'est représenté ; tête d'une liste Union de la gauche composée de vingt-trois élus, Alain Denizot remporte cette élection au premier tour avec 67,84 % des suffrages exprimés, acquérant cinq sièges au conseil communautaire. 64,44 % des électeurs (soit 1 928 votants sur 2 992 inscrits) ont voté.
Aux élections départementales de 2015, le binôme composé d'Alain Denizot et de Eliane Huguet, élu dans le canton, obtient 62,59 % des voix. La participation s'élevait à 57,84 %.

### Administration municipale
Le nombre d'habitants étant compris entre 3 500 et 4 999, le nombre de membres du conseil municipal est de 27.

### Liste des maires
| Période                                  | Période                        | Identité           | Étiquette | Qualité |
| ---------------------------------------- | ------------------------------ | ------------------ | --------- | --- |
| Les données manquantes sont à compléter. |                                |                    |           | |
| 1919                                     | 1935                           | Claude Morand      |           | |
| 1935                                     | 1944                           | Antoine Page       |           | |
| 1944                                     | 1947                           | M. Aumeunier       |           | |
| 1948                                     | 1974                           | François Reveret   |           | |
| 1974                                     | mars 1977                      | Jacques de Fremont |           | |
| mars 1977                                | mars 1985 (décès)              | Claude Wormser     | PS        | |
| mars 1985                                | mars 2001                      | René Charette      | PS        | Conseiller pédagogique en éducation physique Conseiller général de Moulins-Ouest (1992 → 2004) |
| mars 2001                                | décembre 2023 (démission)      | Alain Denizot      | PS        | Retraité de l'enseignement Conseiller général de Moulins-Ouest (2004 → 2015) Conseiller départemental de Moulins-1 (2015 → 2021) Vice-président de Moulins Communauté chargé de l'assainissement (2017 → 2020) |
| 14 décembre 2023                         | En cours (au 28 décembre 2023) | Jean-Luc Albouy    | PS (app.) | Ancien cadre de La Poste Vice-président de Moulins Communauté chargé de l'assainissement (2020 → ) |

### Rattachements administratifs et électoraux
Avermes est rattachée à l'arrondissement de Moulins depuis 1801. Elle dépendait du canton de Bressolles de 1793 à 1801 puis du canton de Moulins-Ouest de 1801 à 2015.
Avermes dépend de la première circonscription de l'Allier.
À la suite du redécoupage des cantons du département de l'Allier, opéré en 2014 et entré en vigueur lors des élections départementales de 2015, la commune est rattachée au canton de Moulins-1, lequel est représenté par Alain Denizot, le maire de la commune, et Eliane Huguet, conseillère municipale.

### Instances judiciaires et administratives
Avermes dépend de la cour d'appel de Riom, du tribunal judiciaire de Moulins et du tribunal de commerce de Cusset.

### Jumelages
Avermes est jumelée avec M'kam Tolba (Maroc) depuis 2007.

## Population et société

### Démographie
Les habitants sont nommés les Avermois,.

L'évolution du nombre d'habitants est connue à travers les recensements de la population effectués dans la commune depuis 1793. Pour les communes de moins de 10 000 habitants, une enquête de recensement portant sur toute la population est réalisée tous les cinq ans, les populations de référence des années intermédiaires étant quant à elles estimées par interpolation ou extrapolation. Pour la commune, le premier recensement exhaustif entrant dans le cadre du nouveau dispositif a été réalisé en 2004.

En 2022, la commune comptait 4 109 habitants, en évolution de +5,17 % par rapport à 2016 (Allier : −1,38 %, France hors Mayotte : +2,11 %).
| 1793 | 1800 | 1806 | 1821 | 1831 | 1836 | 1841 | 1846 | 1851 |
| ---- | ---- | ---- | ---- | ---- | ---- | ---- | ---- | ---- |
| 400  | 510  | 381  | 450  | 505  | 556  | 574  | 696  | 719  |

| 1856 | 1861 | 1866 | 1872 | 1876 | 1881 | 1886 | 1891 | 1896 |
| ---- | ---- | ---- | ---- | ---- | ---- | ---- | ---- | ---- |
| 737  | 756  | 816  | 824  | 844  | 843  | 930  | 906  | 911  |

| 1901 | 1906 | 1911 | 1921 | 1926 | 1931  | 1936  | 1946  | 1954  |
| ---- | ---- | ---- | ---- | ---- | ----- | ----- | ----- | ----- |
| 925  | 932  | 914  | 890  | 951  | 1 033 | 1 075 | 1 186 | 1 333 |

| 1962  | 1968  | 1975  | 1982  | 1990  | 1999  | 2004  | 2006  | 2009  |
| ----- | ----- | ----- | ----- | ----- | ----- | ----- | ----- | ----- |
| 1 311 | 2 007 | 2 780 | 3 286 | 3 892 | 3 966 | 3 852 | 3 843 | 3 802 |

| 2014  | 2019  | 2022  | - | - | - | - | - | - |
| ----- | ----- | ----- | - | - | - | - | - | - |
| 3 859 | 3 953 | 4 109 | - | - | - | - | - | - |

### Enseignement
Avermes dépend de l'académie de Clermont-Ferrand. Elle gère les écoles maternelles et élémentaires publiques François-Reveret et Jean-Moulin.
Hors dérogations à la carte scolaire, les collégiens sont scolarisés à Moulins, au collège Charles-Péguy. Les lycéens fréquentent les établissements scolaires de Moulins et d'Yzeure.

## Économie
C'est la principale banlieue d'activités de Moulins, dotée d'un parc des expositions (Moulins Foirexpo), d'une salle polyvalente à vocation culturelle (Islea) et de deux usines métallurgiques : le serrurier JPM ex-Chauvat, qui emploie environ 400 salariés, et le grutier Potain, qui emploie environ 250 salariés. Ce sont les deux plus gros employeurs de la commune avec ITM (base logistique Intermarché - 200 salariés), centre Leclerc (distribution - 200 salariés), Desamais (droguerie - 110 salariés) et Chapier (quincaillerie - 50 salariés).

## Culture locale et patrimoine

### Lieux et monuments
- Le château de Segange, style Renaissance, datant des XVe et XVIe siècles (éléments protégés au titre des monuments historiques : tourelle, escalier, logis)[36].
- Le logis de Champfeu, datant des XVIIe et XVIIIe siècles avec les vastes bâtiments de l'ancien séminaire  et la grande chapelle édifiés dans son enclos en 1925 (route de Paris).
- L'église Saint-Michel ou Notre-Dame-de-la-Salette, construite en briques bicolores, grès et pierre de Volvic, datant de la fin du XIXe siècle (éléments protégés : clôture, terrasse, escalier, statue de Notre-Dame de La Salette, Vierge en bois, mont calvaire de Saint-Michel).

### Musique et concerts
La Lyre avermoise est une importante harmonie municipale formée d'une trentaine de musiciens amateurs de toutes générations, produisant de nombreux concerts.
Les cuivres et instruments à vent sont bien sûr prépondérants, mais y sont enseignés aussi les percussions, la guitare et le piano. Un orchestre junior a aussi été créé parallèlement.

### Héraldique
|  | Les armes de la commune se blasonnent ainsi : D'argent aux trois fasces de sable, à la bande du même brochante chargée de trois fasces aussi d'argent surchargées, la 1re d'une rose de gueules boutonnée du champ, la 2e d'une molette aussi de gueules, et la 3e d'une croisette celtique du même. |